# Cephalic Carnage
Cephalic Carnage es una banda estadounidense de grindcore y deathgrind formada en 1992 en Denver, Colorado. La banda cuenta con el vocalista Lenzig Leal, los guitarristas Steve Goldberg y Brian Hopp, el baterista John Merryman y el bajista Nick Schendzielos. Cephalic Carnage ha lanzado seis álbumes de estudio, varios EPs y a pesar de su estado underground una gira por América del Norte, Europa y Japón.
Cephalic Carnage tiene un estilo (que ellos llaman "Hydro grind") se basa en grindcore de cariz progresivo, técnico, virtuoso y vanguardista con elementos de jazz modal y free jazz. Sus letras incorporan temas tan diversos como la naturaleza, la crítica sociopolítica, la psicología o el humor negro.

### Conforming to Abnormality,Exploiting Dysfunction(1992-2001)
Cephalic Carnage formado en Denver, Colorado, en 1992 por el vocalista Lenzig Leal y el guitarrista Zac Joe. El dúo grabó un EP titulado Scrape My Lungs en 1993. Luego tomaron un descanso hasta el 1996, Cuando reclutaron al baterista John Merryman, al guitarrista Steve Goldberg y al bajista Doug Williams. Merryman colaboró con Secret Chiefs 3. Poco después de la Reforma, su segundo EP Fortuitous Oddity fue puesto en libertad. Durante, el año 1997, Cephalic Carnage financió su propia gira en los Estados Unidos.
En 1998, la banda llamó la atención de los italianos de los Registros Headfucker Records, La cual lanzó el álbum debut de la banda Conforming to Abnormality de la ese año. Después de este lanzamiento, Williams dejó la banda en 1999 y sí unió a Origin. Después fue reemplazado por Jawsh Mullen, la banda estuvo de gira en el Metalfest Milwaukee en 1998, el Grindfest Dallas, el Deathfest Ohio y el Hatefest Denver en 1999. 
En el año 2000, Cephalic Carnage firmó con la discogragfica del heavy metal Relapse Records y lanzó su segundo álbum Exploiting Dysfunction, que incluyó una gira con Napalm Death y The Dillinger Escape Plan.

### Lucid IntervalyAnomalies(2002-2006)
Lucid Interval, el tercer álbum de la banda, fue una grabado principios de 2002 y liberado en agosto de ese año. La banda estuvo de gira sin mensajes más tarde en Canadá y, posteriormente, en los Estados Unidos con las dos bandas alemanas de Thrash metal, las veteranas de guerra Kreator y Destruction. En mayo de 2003, la banda llevó a cabo "North Amer4ican Contamination Tour" junto a Mastodon y otros. Aquel mes de septiembre, Cephalic Carnage y "Madball" apoyado por Hatebreed en el "Rise Of Brutality Tour" en América del Norte.
En septiembre de 2004, la banda grabó su siguiente álbum, Anomalies, con el productor David Otero. Darren Doane dirigió el video musical promocional de "Dying Will Be the Death of Me", Que se estrenó en MTV Headbanger. Las parodias de Metalcore con su música, letras y voces. En marzo de 2005, Anomalies fue puesto en libertad, y la banda estuvo de gira en América del Norte, una vez más. 
Mullen salió de la banda en enero de 2006, para dar su párrafo de "prioridad de educación y otros actos", y la banda pronto se encontró con el reemplazo Nick Schendzielos. En marzo, el Estudio de grabación de la banda fue Robado. Tuvieron varios conciertos en los Estados Unidos en abril, y una extensa gira, por Europa en junio, seguido por Darkest Hour.

### Xenosapien(2007-2009)
La banda grabó su siguiente álbum de estudio, entre noviembre y diciembre de 2006, y su lanzamiento fue fijado en mayo de 2007, bajo el título de Xenosapien. En marzo de 2007, la banda fue apoyo de Brujería en las fechas de Estados Unidos y, posteriormente, se embarcó el "Xenosapien World Tour", que se inició en la Europa continental El 4 de mayo, continuó en El Reino Unido e Irlanda, en mayo y sí reanudó en "The Summer Slaughter Tour" (apodado "The Summer Laughter Tour" por los miembros de la banda) a través de los Estados Unidos a lo largo de junio y julio, junto con los auténticos Decapitated, entre otros. La banda also y filmó un video musical de la canción "Endless Cycle of Violence". El 20 de noviembre de 2007, la van de la banda fue robada. sus "recientes ganancias de la gira (Cerca de 4.000 dólares Estadounidense), sin ordenador Portátil más de 2.000 dólares con en los programas de software de música cargada, un iPod y varios artículos personales" fueron Robados. 
Cephalic Carnage reeditado cumple una anormalidad en la discográfica Relapse Records, el 29 de abril de 2008. Cephalic Carnage participó en la ONU "mini-tour" de Japón en mayo de 2009, actuando en Osaka, Nagoya y Tokio. En junio de 2009, Cephalic Carnage, junto con Cattle Decapitation de ganado y marchitada, sin retiro de la Blackenedfest de la gira debido una de la organización de problemas y Dijo Que Eran "seguir adelante con la escritura y con el siguiente total de longitud, así como terminar la construcción de nuestro soporte poutine tarde y noche, donde se sirven los countries huevos fritos de jirafa y su especialidad favorita franco-canadiense ". En octubre de 2009, la banda lanzó su video musical de la canción "Vaporized" al escribir un nuevo álbum de la ONU y la ONU anuncia concierto en DVD titulado Live At Your Mom's House.

### Misled by Certainty(2010-presente)
Cephalic Carnage comenzó a grabar su nuevo álbum, Misled by Certainty, en mayo de 2010. Fue lanzado el 31 de agosto del 2010 por Relapse Records. Para Cephalic Carnage es reeditar Lucid Interval, con una fecha de lanzamiento prevista del 13 de septiembre de 2011.

## Estilo musical
Allmusic describe el estilo de Cephalic Carnage como "mezcla loca de verdad experimental grindcore, el death metal y el jazz". Su música oscila entre su estilo de metal extremo y jazz rock fusionado con el surf rock ocasional e instrumental a intervalos de flamenco o violín, inclusive saxo. Su estilo inicial suele ser progresiva y técnicamente competentes, con algunas canciones de comedia. Su trabajo más tarde se convirtió en uno más experimental, [27] dirección complejo.
Cephalic Carnage es también conocido por sus canciones de humor. Puntos PopMatters algunos ejemplos: "En los álbumes anteriores, la banda ha tenido golpes satírica a los de metal negro abiertamente la imagen orientada (" Black Metal Sabbath ") y el sobresaturado, angustiado sonido metalcore (" La muerte será la muerte para mí "), e incluso en los entornos en vivo, que no son capaces de tomar algún que otro espontáneo pis-tomar para traer algo de levedad a una situación. Un famoso video en YouTube tiene una pelea a partir de la fosa en un show cefálica en Toronto, y en un inspirada momento, la banda se lanza a un extracto de despertar "Eye of the Tiger", con una ovación ruidosa de los niños.

## Miembros

### Miembros actuales
- Lenzig Leal - vocalista (1992-presente)
- John Merryman - batería (1996-presente)
- Steve Goldberg - guitarra (1996-presente)
- Nick Schendzielos - bajo, coros (2006-presente)
- Brian Hopp - guitarra (2009-presente)

### Exmiembros
- Zac Joe - guitarra (1992-2010)
- Doug Williams - guitarra (1996-1998)
- Jawsh Mullen - guitarra (1998-2006)

## Discografía

### Álbumes de estudio
- Conforming to Abnormality (1998)
- Exploiting Dysfunction (2000)
- Lucid Interval (2002)
- Anomalies (2005)
- Xenosapien (2007)
- Misled by Certainty (2010)

### Reproducciones extendidas
- Salones de Amenti (2002)
- Carnage Digital (2005)

### Demos
- Scrape My Lungs (1994)
- Fortuitous Oddity (1996)
- Promo '97 (1997)

### Splits
- Cephalic Carnage / Adnauseam(1998)
- Matanza de Impaled / cefálica(1999)
- La perversión... y la culpa después de / Versión 5.Obese(2002)
- HF Seveninches Collection Vol. 1(2008)